# Confederation Bridge
De Confederation Bridge is een 12,9 km lange tolbrug die de Canadese deelstaat Prince Edward Island verbindt met de deelstaat New Brunswick op het Canadese vasteland.
Deze kokerbrug rust op 62 palen en bevindt zich voor het grootste deel 40 meter boven het water. Wel ligt een deel op 60 meter hoogte om schepen door te laten. De brug is 11 meter breed. Over de brug loopt een weg met twee rijbanen.
De brug maakt deel uit van de Trans-Canada Highway en is een onderdeel van het nationale wegennetwerk van Canada.

## Opening
De brug werd geopend op 31 mei 1997. Op dat moment was het de op zes na langste brug ter wereld.
De opening van de brug was een reden om de Canadese Grondwet aan te passen. Hierin stond dat de Canadese overheid verplicht was om een veerdienst tussen Prince Edward Island en het vasteland te onderhouden. Dit was door de brug niet meer nodig.

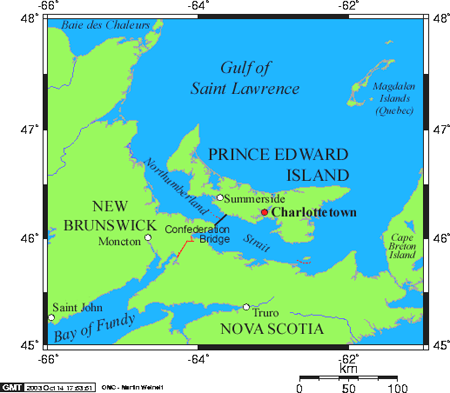
De locatie van de Confederation Bridge